# Le Désespéré
Le Désespéré (O Desespero) é uma pintura a óleo sobre tela de Gustave Courbet. Um autorretrato produzido entre 1843 e 1845, no início de sua estadia em Paris. Atualmente, está na coleção privada do Conseil Investissement Art BNP Paribas, mas foi exibida na exposição de Courbet do Musée d'Orsay em 2007.
Na década de 1840, Courbet produziu retratos de seus amigos e clientes, bem como autorretratos, incluindo Courbet com um Cachorro Preto (1842). Ele passou um tempo no Louvre copiando obras de José de Ribera, Zurbarán, Velasquez e Rembrandt. Isso começou a influenciar seu trabalho. Courbet tinha uma ligação emocional com Le Désespéré, levando-a consigo quando foi para o exílio na Suíça em 1873. Alguns anos depois, a descrição do estúdio de Courbet feita pelo médico Paul Collin incluiu uma menção a "uma pintura mostrando Courbet com uma expressão desesperada, intitulada Désespoir".